# Llista de peixos del riu Gogra
Aquesta llista de peixos del riu Gogra -incompleta- inclou 35 espècies de peixos que es poden trobar al riu Gogra.
| Ordre         | Família     | Nom científic              | Nom català | Nivell tròfic | Hàbitat      | Observacions | Imatge              |
| Cypriniformes | Balitoridae | Schistura beavani          |            | 3,0           | Bentopelàgic | Nadiu        |                     |
| Cypriniformes | Balitoridae | Schistura corica           |            | 3,0           | Bentopelàgic | Nadiu        |                     |
| Cypriniformes | Balitoridae | Schistura rupecula         |            | 3,0           | Bentopelàgic | Nadiu        |                     |
| Cypriniformes | Balitoridae | Schistura savona           |            | 3,0           | Bentopelàgic | Nadiu        |                     |
| Cypriniformes | Cyprinidae  | Aspidoparia jaya           |            | 2,9           | Bentopelàgic | Nadiu        |                     |
| Cypriniformes | Cyprinidae  | Aspidoparia morar          |            | 2,9           | Bentopelàgic | Nadiu        |                     |
| Cypriniformes | Cyprinidae  | Bangana ariza              |            | 2,7           | Bentopelàgic | Nadiu        |                     |
| Cypriniformes | Cyprinidae  | Bangana dero               |            | 2,0           | Bentopelàgic | Nadiu        |                     |
| Cypriniformes | Cyprinidae  | Barilius barila            |            | 3,3           | Bentopelàgic | Nadiu        |                     |
| Cypriniformes | Cyprinidae  | Barilius barna             |            | 3,4           | Bentopelàgic | Nadiu        |                     |
| Cypriniformes | Cyprinidae  | Barilius bendelisis        |            | 3,4           | Bentopelàgic | Nadiu        |                     |
| Cypriniformes | Cyprinidae  | Barilius shacra            |            | 3,3           | Bentopelàgic | Nadiu        |                     |
| Cypriniformes | Cyprinidae  | Barilius tileo             |            | 3,5           | Bentopelàgic | Nadiu        |                     |
| Cypriniformes | Cyprinidae  | Barilius vagra             |            | 3,3           | Bentopelàgic | Nadiu        |                     |
| Cypriniformes | Cyprinidae  | Chagunius chagunio         |            | 2,8           | Demersal     | Nadiu        | Chagunius chagunio  |
| Cypriniformes | Cyprinidae  | Crossocheilus latius       |            | 2,1           | Bentopelàgic | Nadiu        |                     |
| Cypriniformes | Cyprinidae  | Danio rerio                | Peix zebra | 3,1           | Bentopelàgic | Nadiu        | Danio rerio         |
| Cypriniformes | Cyprinidae  | Esomus danricus            |            | 2,6           | Bentopelàgic | Nadiu        |                     |
| Cypriniformes | Cyprinidae  | Garra annandalei           |            | 2,0           | Bentopelàgic | Nadiu        |                     |
| Cypriniformes | Cyprinidae  | Garra gotyla gotyla        |            | 2,0           | Bentopelàgic | Nadiu        | Garra gotyla gotyla |
| Cypriniformes | Cyprinidae  | Garra lamta                |            | 2,1           | Bentopelàgic | Nadiu        | Garra lamta         |
| Cypriniformes | Cyprinidae  | Labeo angra                |            | 2,4           | Bentopelàgic | Nadiu        |                     |
| Cypriniformes | Cyprinidae  | Puntius conchonius         |            | 2,9           | Bentopelàgic | Nadiu        | Puntius conchonius  |
| Cypriniformes | Cyprinidae  | Puntius sophore            |            | 2,8           | Bentopelàgic | Nadiu        |                     |
| Cypriniformes | Cyprinidae  | Puntius ticto              |            | 2,2           | Bentopelàgic | Nadiu        | Puntius ticto       |
| Cypriniformes | Cyprinidae  | Raiamas bola               |            | 2,8           | Demersal     | Nadiu        | Raiamas bola        |
| Cypriniformes | Cyprinidae  | Schizothorax plagiostomus  |            | 2,8           | Bentopelàgic | Nadiu        |                     |
| Cypriniformes | Cyprinidae  | Schizothorax progastus     |            | 2,8           | Bentopelàgic | Nadiu        |                     |
| Cypriniformes | Cyprinidae  | Schizothorax richardsonii  |            | 2,0           | Demersal     | Nadiu        |                     |
| Siluriformes  | Sisoridae   | Glyptothorax gracilis      |            | 3,2           | Bentopelàgic | Nadiu        |                     |
| Siluriformes  | Sisoridae   | Glyptothorax indicus       |            | 3,2           | Bentopelàgic | Nadiu        |                     |
| Siluriformes  | Sisoridae   | Glyptothorax pectinopterus |            | 3,2           | Bentopelàgic | Nadiu        |                     |
| Siluriformes  | Sisoridae   | Glyptothorax trilineatus   |            | 3,3           | Bentopelàgic | Nadiu        |                     |
| Siluriformes  | Sisoridae   | Pseudecheneis serracula    |            | 3,2           | Demersal     | Nadiu        |                     |
| Siluriformes  | Sisoridae   | Pseudecheneis sulcata      |            | 3,2           | Demersal     | Nadiu        |                     |
| ------------- | ----------- | -------------------------- | ---------- | ------------- | ------------ | ------------ | ------------------- |